# Stipa capillata
Stipa capillata là một loài thực vật có hoa trong họ Hòa thảo. Loài này được L. miêu tả khoa học đầu tiên năm 1762.

## Hình ảnh

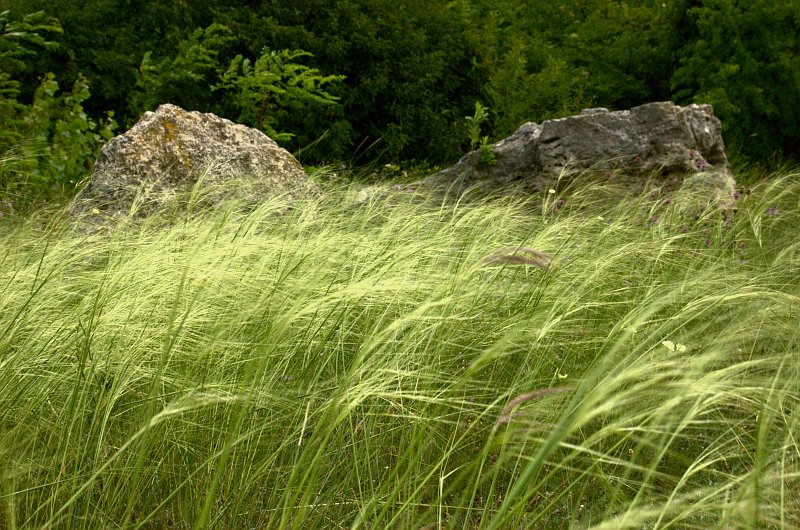
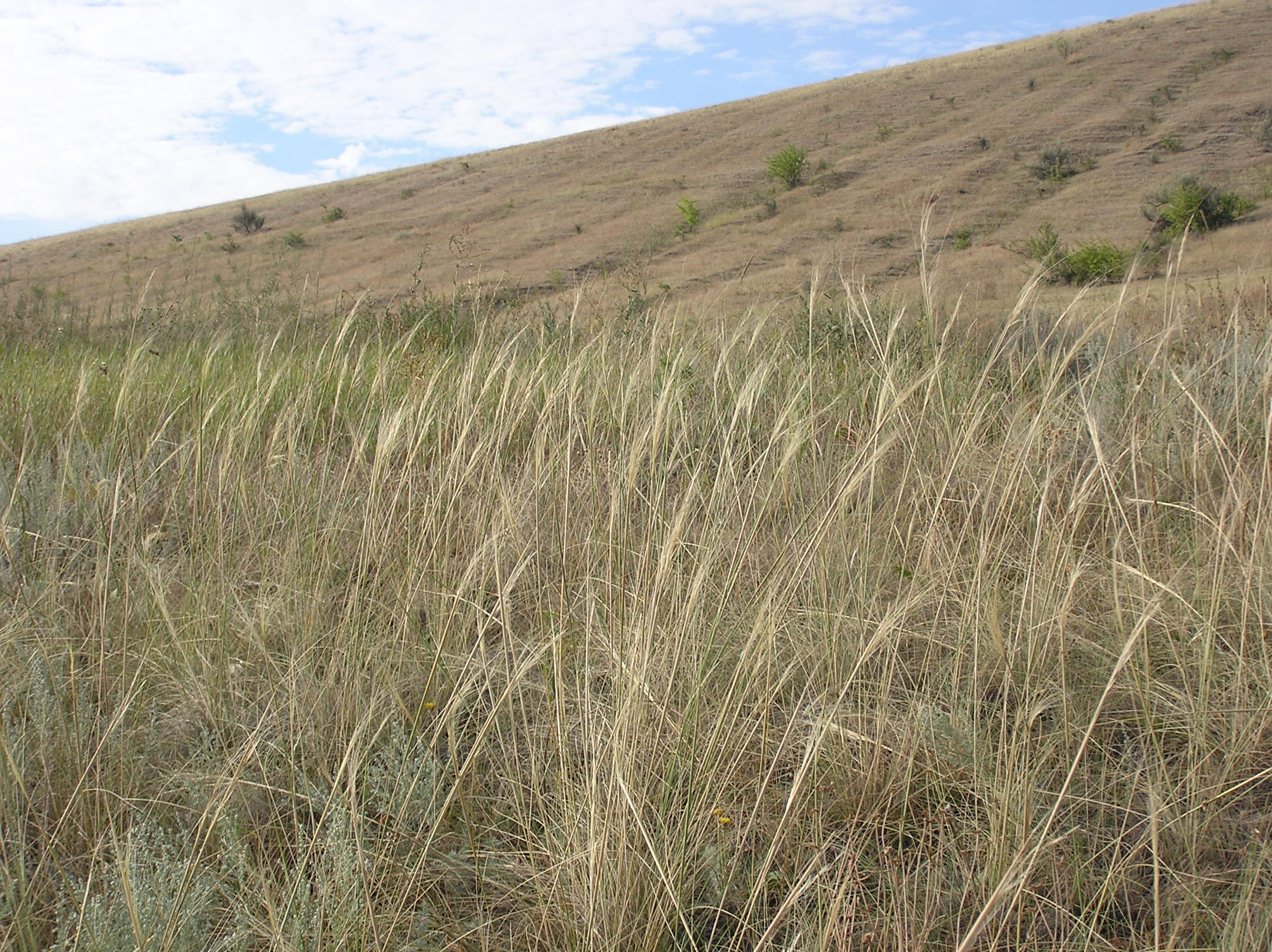
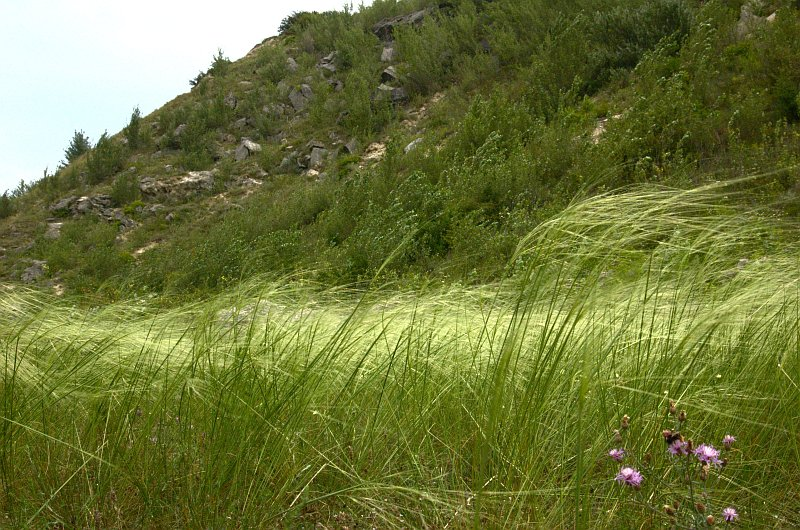
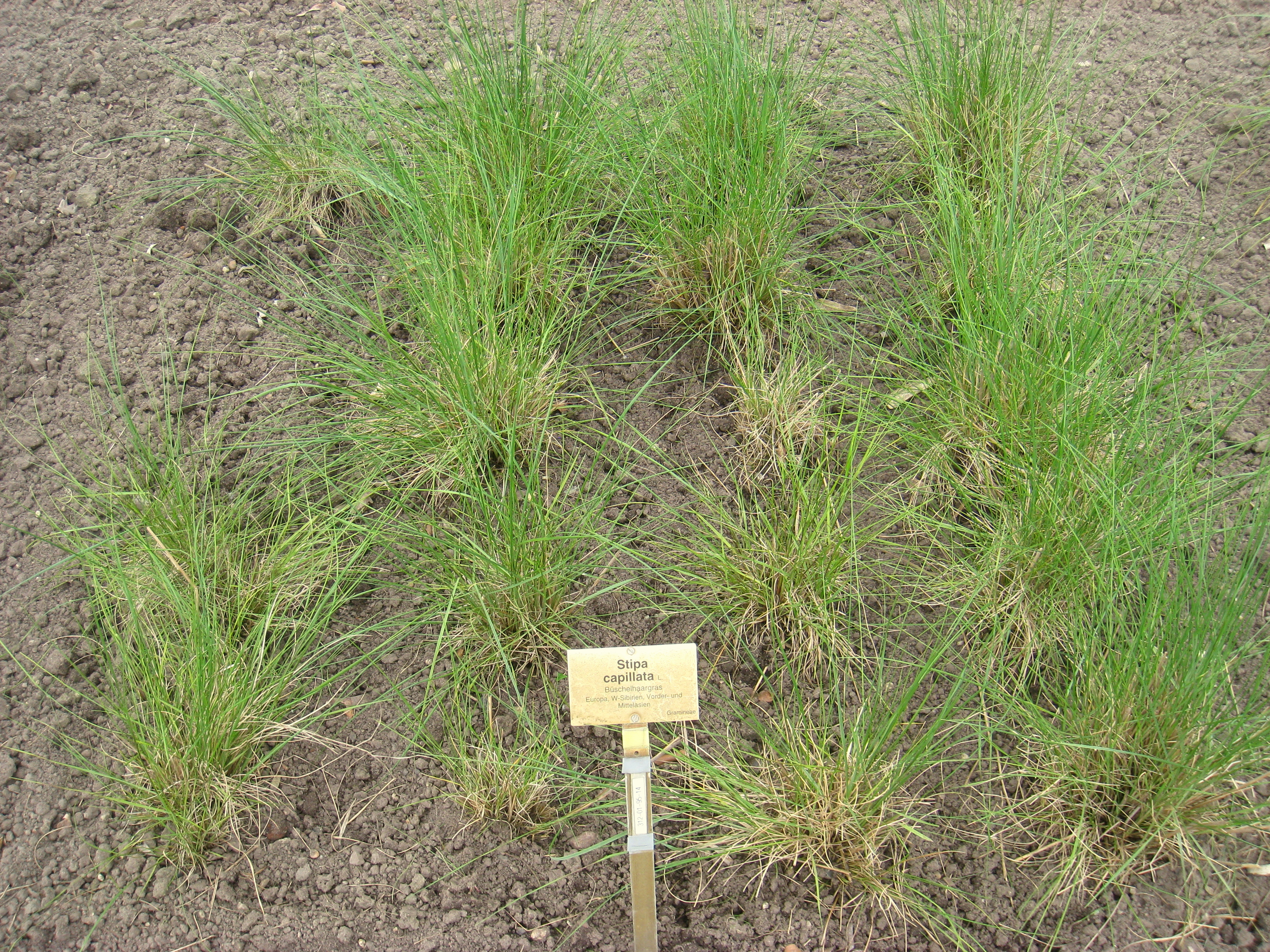